# قايتباي

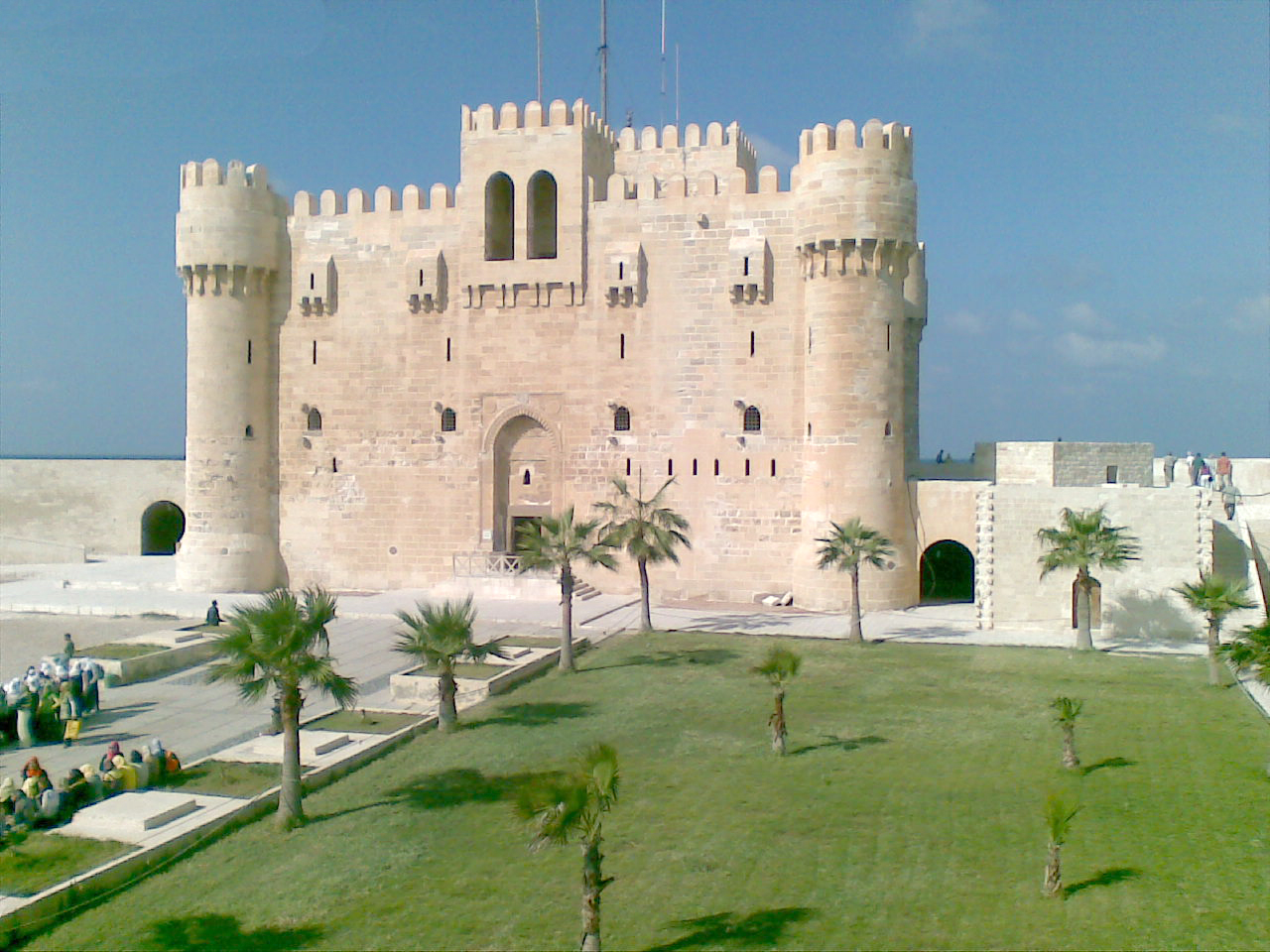
قلعة قايتباي أحد أبرز معالم الإسكندرية

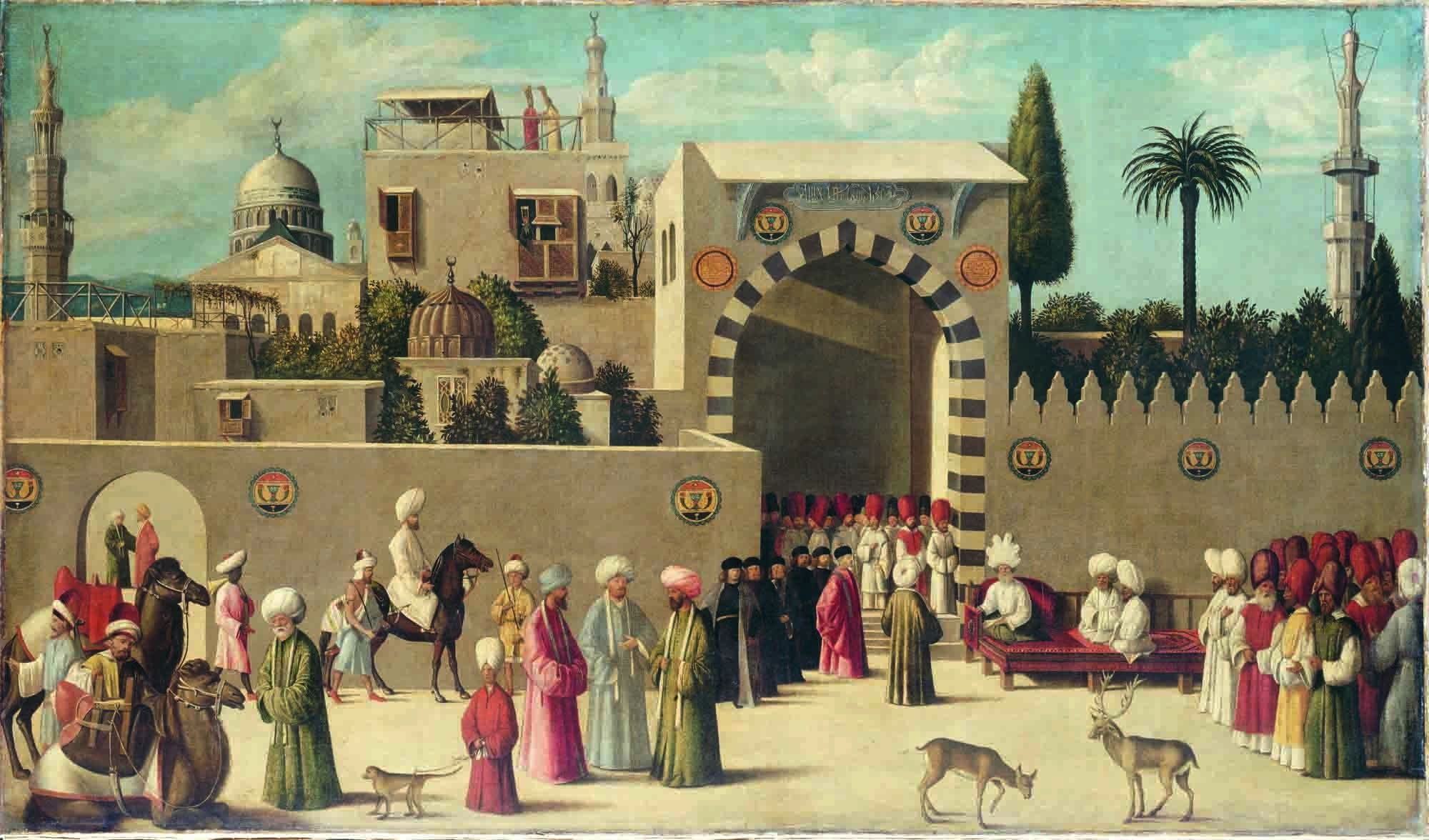
لوحة في متحف اللوفر من البندقية تبين استقبال بعثة في دمشق سنة 1511م

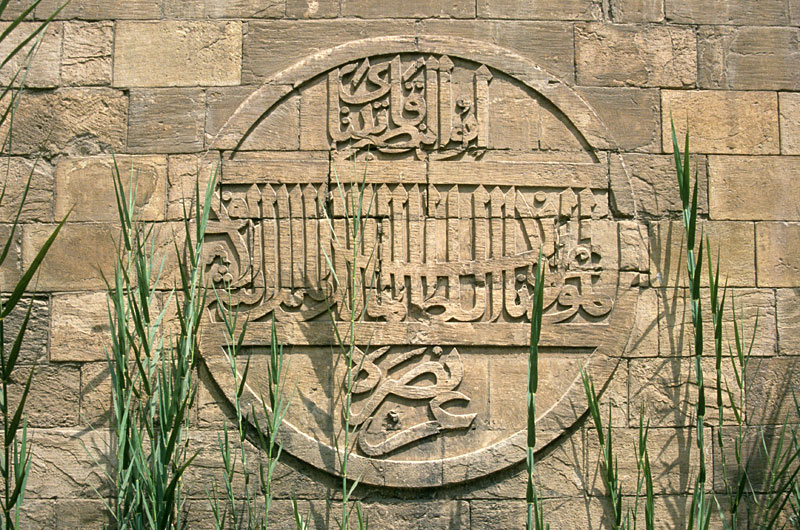
جسر ميت نما.

هو قايتباي المحمودي الأشرفي، ثم الظاهري، أبو النصر، سيف الدين، سلطان الديار المصرية، من المماليك البرجية، أي (ملوك الجراكسة).

## سيرته

### مولده
ولد سنة 815 هـ ـ 1412 م، وكان من المماليك، واشتراه الأشرف برسباي بمصر صغيرًا من الخوجه محمود سنة 838هـ بمبلغ خمسة وعشرون دينار، وصار إلى الظاهر جقمق بالشراء، فأعتقه واستخدمه في جيشه، فانتهى أمره إلى أن أصبح في سنة 872هـ أتابك العسكر للظاهر تمربغا اليونانى الذي خلعه المماليك في السنة نفسها، وبايعوا «قايتباي» بالسلطنة، فتلقب بالملك الأشرف.

### عهده
كانت مدته حافلة بالحروب، امتد حكمه 18 عاما، وسيرتُه من أطول السِّيَرِ. تعرضت البلاد في أيامه لأخطار خارجية، أشدها ابتداء العثمانيين ـ أصحاب القسطنطينية ـ محاولة احتلال حلب وما حولها، فأنفق أموالاً عظيمة على الجيوش كانت من العجائب التي لم يُسمع بمثلها في الإنفاق، وشُغِل بالعثمانيين، حتى إن صاحب الأندلس استغاث به لإعانته على دفع الفرنج عن غرناطة، فاكتفى بالالتجاء إلى تهديدهم بواسطة القسيسين الذين في القدس، سلمًا دون قتال، فضاعت غرناطة وذهبت الأندلس.
كان الأشرف قايتباي متقشفًا مع عظم إنفاقه على الجيوش، كثير المطالعة، له اشتغال بالعلم، وفيه نزعة صوفية، كما كان شجاعًا عارفًا بأنواع الفروسية، مَهيبًا عاقلاً حكيمًا، إذا غضب لم يلبث أن تزول حِدّته.كما اتصف بالبخل الشديد، جنديا محنكا، الشجاعة والاقدام، بعد النظر والنشاط والحزم ترك كثيراً من آثار العمران وأبرزها قلعة قايتباي بالإسكندرية ودمشق والحجاز والقدس، ولا يزال بعضها قائماً إلى الآن.

### الأشرف قايتباي وزكريا الأنصاري
اشتهر زكريا الأنصاري بأنه «كان يصب جام غضبه على الأمراء، ولا يخشى في الله لومة لائم». وبلغت مواقف زكريا الأنصاري ذروتها عندما تولى منصب قاضي القضاة في عهد الأشرف قايتباي، بعد إلحاح وإصرار منه، ومن أكابر الدولة وأمرائها، حتى إن الأشرف قايتباي قال له: «إن أردتَ نزلتُ ماشياً بين يديك إلى أن أوصلك بيتك»، فوافق واشترط أموراً لذلك وافق على بعضها الأشرف قايتباي، وبلغ زكريا الأنصاري منزلة عالية، فكثر توسل العامة به إلى الأشرف وإلى غيره من أمرائه في كثير من المآرب والحاجات. وكذلك كان مقرباً من الظاهر خشقدم، وقد حاول الظاهر خشقدم مراراً وتكراراً أن يوليه القضاء لكنه رفض ذلك قطعياً.
كان لزكريا الأنصاري أثرٌ بالغٌ في سيرة الأشرف قايتباي، إذ كان يثقل في النصيحة ويغلظ في القول عليه، ويأمره بالمعروف وينهاه عن المنكر ولا يخشى غضبه، واستمر في القضاء طوال مدة ولاية الأشرف، أي ما يزيد على عشرين عاماً. كما كان له تأثيره أيضاً على الظاهر خشقدم من قبل، وإن كان بصورة أقل من تأثيره على الأشرف قايتباي. وكان له أثره أيضاً على الأشرف قانصوه الغوري، فكان يثقل عليه القول لظلمه، ويزجره تصريحاً وتعريضاً، حتى إنه في أحد الأيام دخل على الغوري في حادثة تعصَّب فيها، فاستجاب له الغوري لما حضر عنده، ثم عزله بعد فترة وولى غيره، ثم ما لبث أن وسط الوسائط لديه كي يرجع للقضاء، فرجع زكريا الأنصاري للقضاء ولبث فيه يسيراً، ثم عزل نفسه لضعف بصره وكبر سنه؛ حتى لا يقصر في تحمل أعباء مسؤولية القضاء.

### الوفاة
توفي بالقاهرة سنة 901 هـ ـ 1496م.
خلفه أربعة سلاطين الا انهم كانو اقل قوة وأكثر ضعفا.إلى أن جاء السلطان الغورى في العام 1501 ميلاديه والذي اعاد للسلطنة الهيبة والقوة.وكان قدره ان يدخل في صراع مع العثمانين في موقعة مرج دابق ويلقى هزيمة نتيجه لخيانه كل من خاير بك وجان بردي الغزالي وينتهى الامر بقتل السلطان الغورى ويقال ان جثته لم يعثر عليها.تستمر المحاولات على يد أبن اخيه طومان باى الذي لم يكن أحسن حالا وتصبح مصر ولاية عثمانية في الرابع والعشرين من شهر أغسطس العام 1516 ميلاديه بعد معركه باب النصر ويعدم طومان باى على باب زويلة.

## أعماله

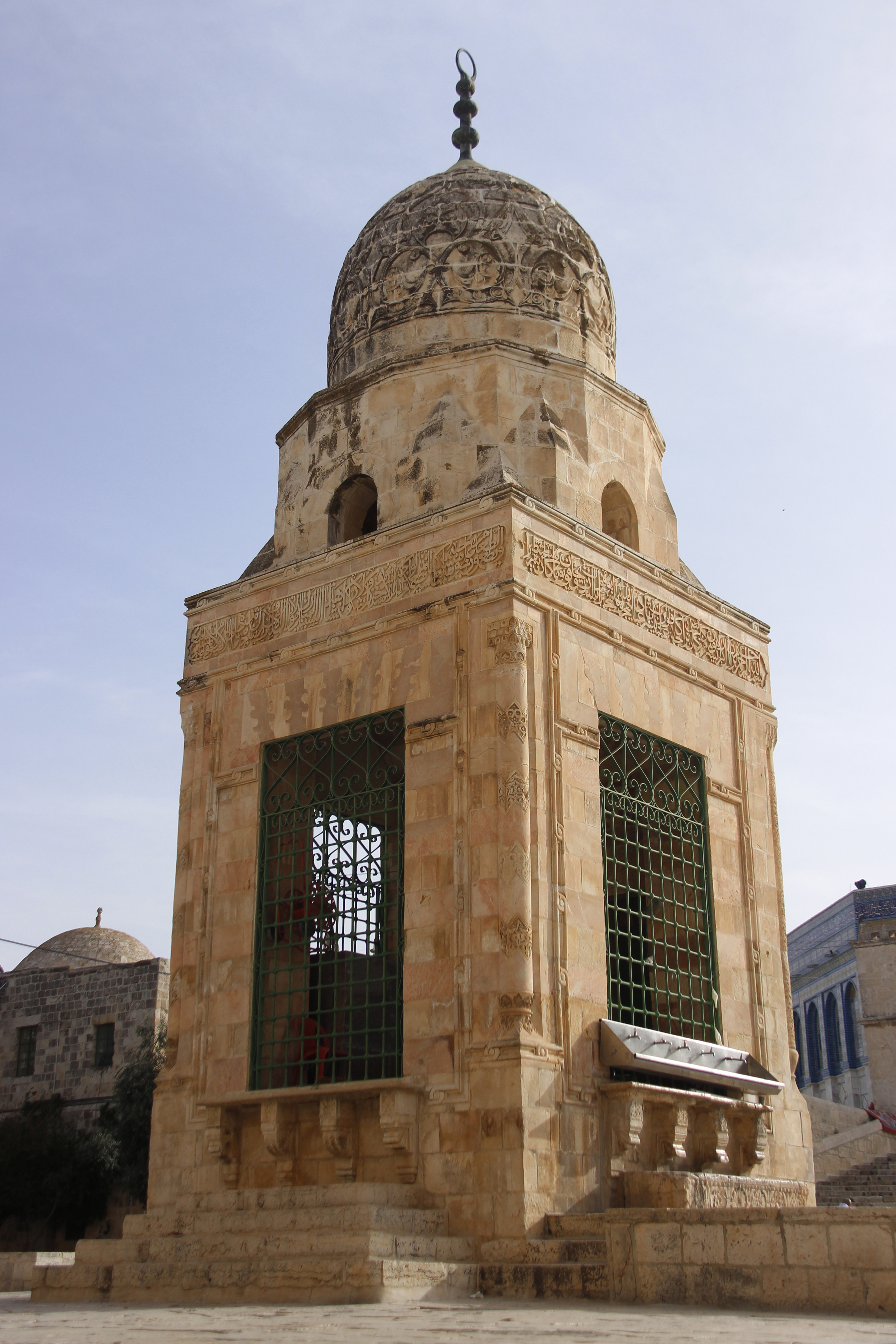
سبيل قايتباي في المسجد الأقصى.

قلعة قايتباى بمدينة الإسكندرية، جامع تمراز، جامع أزبك بن تتش، قصر يشبك، مدرسة ومقبرة قايتباى، مدرسة قايتباى في المدينة، وكالة قايتباى بجوار الأزهر، سبيل قايتباى،المدرسة الأشرفية (المسجد الأقصى), وكالة قايتباى باب النصر والسروجيه، قبة قايتباى الفضوية، قصر ومكان قايتباى، احياء الأبواب، مدرسة الروضة، جامع جانم، مدرسة أبوبكر بن مزهر، جامع قجماس، مدرسة أزبك اليوسفى.مسجد قايتباى بمدينة الفيوم وبنته (زوجته جولد أصلباى)على تر وصرف على الجيوش 100 الف جنية مصري وقام ببناء قلعه السلطان قايتباى في مدينة رشيد التي وجد بالقرب من اسوارها حجر رشيد.
من أعمال السلطان قايتباى أيضا مدرسه بقلعه الكبش وكذلك حوض سقى الداوب في قلعه الكبش.
من أعماله أيضا التي لاتنسى وبعد الحريق الأول للمسجد النبوي تمت عدة عمارات وإصلاحات للمسجد، كان آخرها عمارة السلطان المملوكي الأشرف قايتباي سنة 881هـ. وفي سنة 886هـ/1481م حصل الحريق الثاني للمسجد.
بعد سقوط الخلافة العباسية في بغداد سنة 656هـ، آل حكم المدينة المنورة إلى ملوك مصر، الذين لم يزالوا يهتمّون بعمارة المسجد النبوي الشريف.
وفي أواخر القرن التاسع الهجري، وتحديدًا في رمضان سنة 886هـ اشتعل حريق في المسجد النبوي الشريف في الثلث الأخير من الليل، حين تراكم الغيم وحصل الرعد فوقعت صاعقة على هلال المنارة الرئيسية فسقط الهلال شرق المسجد وأحدث لهبًا وحريقًا، أحرق المنبر، والمقصورة، ومعظم العقود والأعمدة، ولم يسلم منه غير القبة الداخلية على القبر الشريف، والتي عملت في عمارة قايتباي السابقة، وكذلك القبة التي في صحن المسجد.
ومات في هذه الحادثة أفراد منهم رئيس المؤذنين الذي أصابته الصاعقة حين كان يهلّل بالمنارة الرئيسية، وأتت النار على سقف المسجد وما فيه من خزائن الكتب والمصاحف إلا ما استطاعوا إنقاذه.
وبعد ثلاثة أيام من الحريق تم الاتصال بالسلطان الأشرف قايتباي وإخباره بما حصل للمسجد الشريف، فكان وقع ذلك عليه عظيماً، فأصدر أوامره بعمل الاستعدادت اللازمة لإعادة إعمار المسجد، وتم بناؤه على يده للمرة الثانية عام 888هـ.

## أبناءه
ابنه الناصر محمد ابن السلطان الأشرف (القاهرة، 1482 - القاهرة، 29 ديسمبر 1498) جلس على عرش مصر مرتين، حكم من 1496 إلى 1497 وكان يبلغ أربعة عشر عام ومن (1497 إلى 1498). وابناه العزيز محمد ابن السلطان الأشرف (القاهرة، 1484 -) كان عالما والصالح محمد ابن السلطان الأشرف (القاهرة، 1487 -) كان مقدما في جيش السلطان الأشرف أبو النصر قانصوه الغوري.